# アレックス・スコット (2003年生のサッカー選手)
アレックス・スコット（Alex Scott, 2003年8月21日 - ）は、ガーンジー出身のプロサッカー選手。U-21イングランド代表。AFCボーンマス所属。ポジションはミッドフィールダー。

## 経歴

### クラブ
サウサンプトンやボーンマスの下部組織を経て、16歳のときにイスミアンフットボールリーグのガーンジーと契約。2019年8月31日のフェニックス・スポーツ戦でデビューし、クラブ史上最年少選手となった。ガーンジーでは公式戦15試合に出場した。
2019年12月、EFLチャンピオンシップのブリストル・シティへの移籍に合意。当初は下部組織の所属であったが、2021年3月に自身初のプロ契約を交わした。8月7日、2021-22シーズン開幕のブラックプール戦にスタメン出場し、プロデビュー。10月19日、リーグ第13節のノッティンガム・フォレスト戦で序盤に決定機を逃したが、39分に先制点となるプロ初ゴールを記録した。
2023年2月28日、FAカップ5回戦でマンチェスター・シティと対戦した際にはジョゼップ・グアルディオラから「信じられない選手だ」と高く評された。
同年8月10日、プレミアリーグのボーンマスに移籍。移籍金は2,500万ポンドと報じられている。10月21日、リーグ第9節のウルヴァーハンプトン戦でプレミアリーグ初出場。第11節のマンチェスター・シティ戦で負傷し1か月ほど離脱したが、リーグ第19節のフラム戦ではプレミアリーグ初アシスト、第20節のトッテナム戦では初ゴールを記録した。

### 代表
2021年3月、U-18イングランド代表に初招集された。29日、ウェールズ戦で後半に途中出場し、世代別代表デビュー。
9月2日、イタリアとの親善試合でU-19代表初出場。2022年6月、UEFA U-19欧州選手権に臨むメンバーに選出された。準決勝のイタリア戦では後半に途中出場すると、この試合のファーストタッチで同点に追いつくゴールを挙げた。7月1日、イスラエルとの決勝戦では先発メンバーとしてピッチに立った。
9月21日、U-20代表に召集され、チリ戦で初出場。
2023年5月、FIFA U-20ワールドカップに出場。

## 個人成績
| 国内大会個人成績 | 国内大会個人成績   | 国内大会個人成績 | 国内大会個人成績   | 国内大会個人成績 | 国内大会個人成績 | 国内大会個人成績 | 国内大会個人成績 | 国内大会個人成績 | 国内大会個人成績 | 国内大会個人成績 | 国内大会個人成績 |
| 年度             | クラブ             | 背番号           | リーグ             | リーグ戦         | リーグ戦         | リーグ杯         | リーグ杯         | オープン杯       | オープン杯       | 期間通算         | 期間通算         |
| 年度             | クラブ             | 背番号           | リーグ             | 出場             | 得点             | 出場             | 得点             | 出場             | 得点             | 出場             | 得点             |
| イングランド     | イングランド       | イングランド     | イングランド       | リーグ戦         | リーグ戦         | FLカップ         | FLカップ         | FAカップ         | FAカップ         | 期間通算         | 期間通算         |
| ---------------- | ------------------ | ---------------- | ------------------ | ---------------- | ---------------- | ---------------- | ---------------- | ---------------- | ---------------- | ---------------- | ---------------- |
| 2019-20          | ガーンジー         |                  | イスミアン         | 14               | 0                | -                | -                | -                | -                | 14               | 0                |
| 2020-21          | ブリストル・シティ | 36               | チャンピオンシップ | 3                | 0                | 0                | 0                | 0                | 0                | 3                | 0                |
| 2021-22          | ブリストル・シティ | 36               | チャンピオンシップ | 38               | 4                | 0                | 0                | 1                | 0                | 39               | 4                |
| 2022-23          | ブリストル・シティ | 7                | チャンピオンシップ | 42               | 1                | 3                | 0                | 4                | 1                | 47               | 2                |
| 2023-24          | ボーンマス         | 14               | プレミアリーグ     | 23               | 1                | 1                | 0                | 3                | 1                | 27               | 2                |
| 2024-25          | ボーンマス         | 8                | プレミアリーグ     | 20               | 0                | 1                | 0                | 2                | 0                | 23               | 0                |
| 通算             | イングランド       | イングランド     | イスミアン         | 14               | 0                | -                | -                | -                | -                | 14               | 0                |
| 通算             | イングランド       | イングランド     | チャンピオンシップ | 83               | 5                | 3                | 0                | 5                | 1                | 91               | 6                |
| 通算             | イングランド       | イングランド     | プレミアリーグ     | 43               | 1                | 2                | 0                | 5                | 1                | 60               | 2                |
| 総通算           | 総通算             | 総通算           | 総通算             | 140              | 6                | 5                | 0                | 10               | 2                | 155              | 8                |

## タイトル

### 代表
U19イングランド代表
- UEFA U-19欧州選手権（2022）

### 個人
- EFLチャンピオンシップ最優秀若手選手（2022-23）[22]